# 2 mafiosi contro Al Capone
2 mafiosi contro Al Capone è un film italiano del 1966 diretto da Giorgio Simonelli.

## Trama
Franco e Ciccio sono due emigrati siciliani negli Stati Uniti e sono entrati nel corpo di polizia. Sono fidanzati con due compaesane e devono convivere col loro futuro suocero Calogero, un siciliano all'antica. Ai due viene affidata una difficile missione, entrare nella gang di Al Capone per scoprire i suoi traffici e farlo quindi arrestare.
Hanno anche il problema del suocero che vuole scoraggiarli a sposarsi perché crede che i due tradiscano le figlie. Nonostante tutto ciò, i due sgominano la gang di Al Capone e si sposano con le loro fidanzate.